# Disney's FastPass
 (septembre 2023).
 (septembre 2023).
- Si vous ne connaissez pas le sujet, laissez ce bandeau (vous pouvez alors contacter les auteurs).
- Si vous supprimez le contenu mis en cause (vous pouvez préalablement contacter les auteurs),

argumentez précisément cette suppression dans la page de discussion
(un manque de référence n'est pas un argument ; une recherche réelle de référence doit avoir été effectuée, être formellement documentée).
Le FastPass ou Disney's FastPass est un système de gestion de file d'attente mis en place dans les parcs à thèmes Disney. Le système, lancé en juillet 1999, permet selon l'entreprise de diminuer le temps d'attente pour l'accès aux attractions. Il est réservé aux attractions les plus prisées. Il disparaît progressivement des parcs français puis américains durant le deuxième semestre 2021, remplacé par d’autres services.

## Le principe
Une attraction, qu'elle soit située dans un parc Disney ou non, est limitée par une capacité et à un débit théorique maximal. Au-delà de ces limites, il se crée une file d'attente à l'entrée de l'attraction. Par commodité, les parcs ou les lieux d'expositions ont installé des files d'attentes. Dans les parcs à thèmes, ces files permettent souvent de « faire entrer » le visiteur dans le thème de l'attraction.
À la suite d'une politique économique de réduction de coûts menée par Paul Pressler, le problème de la longueur des files d'attente est devenu un problème majeur de parcs Disney. La politique de Pressler était, sur ce point, de réduire les opérations de maintenance et donc indirectement la capacité des attractions, de nombreux véhicules n'étant pas réparés ou mis en stock pour ne pas augmenter leur usure. Rapidement, une des récriminations les plus fréquentes des visiteurs des Parcs Disney était la durée d'attente dans les files d'accès aux attractions, sentiment qui s'est réduit après la mise en place du système. Même si ces files d'attente sont généralement décorées selon un thème, comme l'ensemble du parc, les visiteurs doivent souvent patienter pendant plusieurs heures pour effectuer une attraction de 1 à 2 minutes.
Conjointement la création d'un nouveau parc, le Disney's Animal Kingdom en Floride, a permis la recherche de solution. Disney a donc conçu un système permettant en partie d'y remédier et l'a baptisé Disney's FastPass.

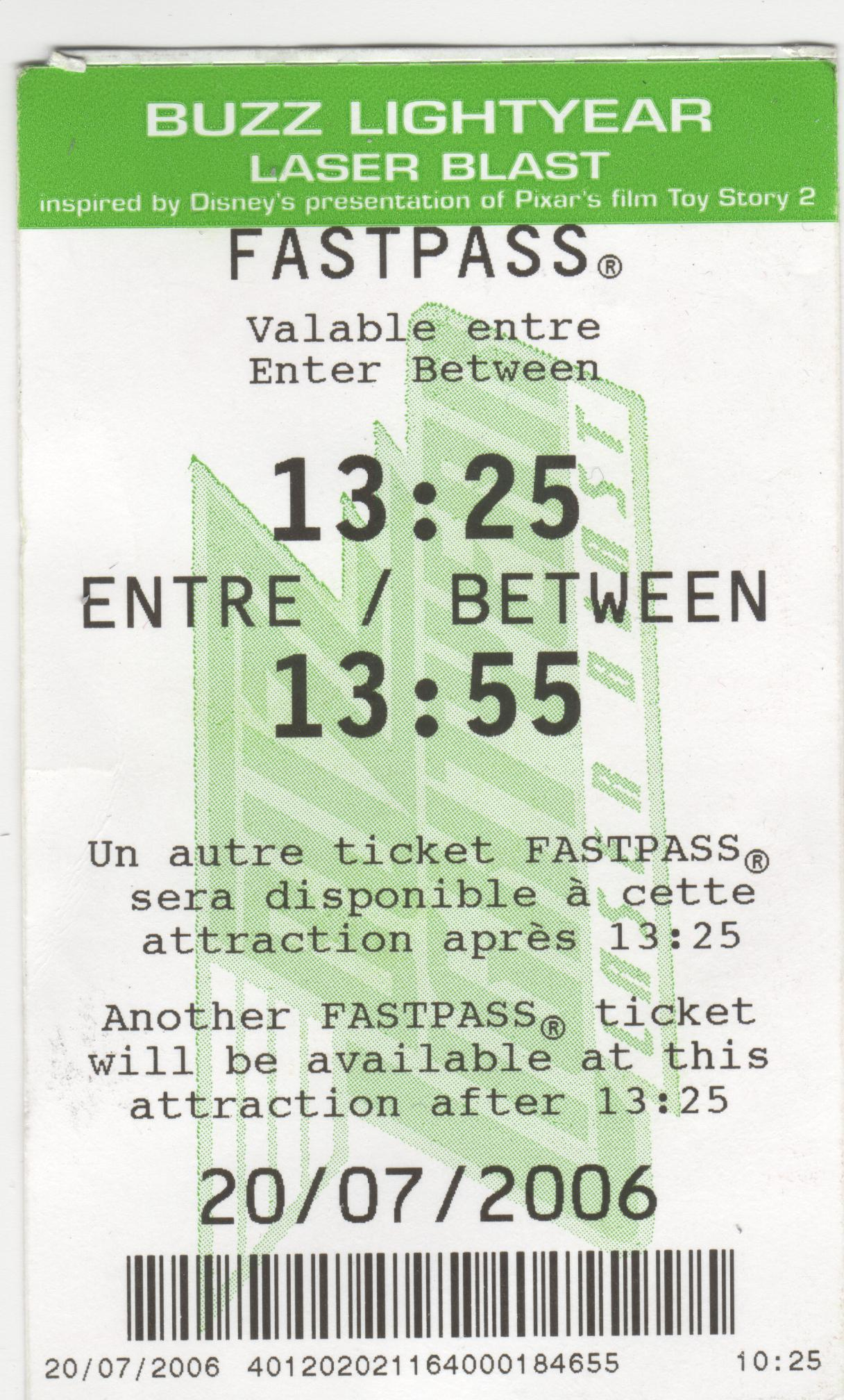
Ticket de Fastpass de l'attraction Buzz Lightyear Laser Blast à Disneyland Paris.

Le principe, protégé par un brevet, est que chaque visiteur au lieu d'attendre dans la file d'attente normale, prend un "rendez-vous" pour un accès prioritaire à l’attraction choisie. Il obtient grâce à sa carte d’entrée du parc insérée dans des bornes automatisées, installées dans une zone dédiée située près de l’entrée de l’attraction, un laissez-passer lui proposant de revenir plus tard dans une fourchette d’une demi-heure ou d'une heure (cette durée varie selon les parcs et les périodes de l'année).
Une fois revenu à l'attraction à la période du rendez-vous, il doit emprunter une file d'attente spéciale qui offre un raccourci, évitant la plus grande partie de la file d'attente normale, et séparée de cette dernière. La durée d’attente de la file FastPass est ainsi réduite et permet selon l'entreprise de gagner parfois d'une heure et demie à deux heures durant une journée. Entre le moment de la réservation et le passage dans l'attraction, le visiteur n'est pas bloqué dans la file d'attente et peut faire autre chose mais il ne peut pas obtenir d'autres rendez-vous pour la même attraction avant l'expiration de son premier FastPass. Chaque carte d’entrée ne donne droit qu’à un rendez-vous à la fois, jusqu’à l’expiration de la plage horaire indiquée.
Exemple : d'après le ticket FastPass reproduit ci-contre et provenant du parc Disneyland, le visiteur a droit à l’accès prioritaire à Buzz Lightyear's Astro Blasters entre 13h25 et 13h55 et ne pourra reprendre un autre FastPass qu’après 13h25.
À Disneyland Paris, depuis 2007, lorsqu'un visiteur prend possession d'un FastPass, il ne peut plus obtenir de FastPass pour une autre attraction du même parc tant que la période de validité de son premier FastPass n'a pas commencé. Cependant, si l'écart entre l'obtention du FastPass et le début de sa validité est supérieur à deux heures, le visiteur peut obtenir un autre FastPass deux heures après l'obtention du premier.
Sur ce même domaine, en s'acquittant d'un supplément par personne en plus de leur entrée, les visiteurs peuvent acquérir un « VIP FastPass » (anciennement nommé « FastPass Premium ») qui leur permet d'entrer de façon illimitée au cours de la journée par l'accès FastPass des attractions équipées du système. Pour les attribuer de façon prioritaire aux meilleurs segments de clientèle, ces laissez-passer sont vendus uniquement dans certains hôtels aux visiteurs qui le souhaitent. Ils ne sont pas vendus aux guichets du parc et aucune communication n'est faite sur leur existence à cet endroit. Ces facilités sont offertes gracieusement aux clients de certaines chambres haut de gamme. De 2014 à 2018, elles n'ont plus été disponibles que pour les clients desdites chambres et n'ont donc plus été mises en vente.
À Disneyland Resort et Walt Disney World Resort, les visiteurs handicapés bénéficiaient anciennement d'un traitement de faveur analogue au VIP FastPass de Disneyland Paris. Cette libéralité leur a été retirée en raison d'abus : un pass handicapé pouvait atteindre une valeur de 1 000 dollars au marché noir.
Ce système payant n'existe pas dans les parcs américains, certains éditorialistes ont critiqué le système du FastPass comme un symbole de la « ruine de la nation américaine » à travers des systèmes publics et commerciaux à plusieurs vitesses.

## Historique
Le FastPass a été lancé en juillet 1999 aux États-Unis puis dans les autres parcs Disney. Le premier parc à avoir utilisé le Disney's FastPass est le Disney's Animal Kingdom, avec l'attraction Kilimanjaro Safaris qui en bénéficie à partir du 21 juillet 1999, suivi par les autres parcs de Walt Disney World Resort puis par les attractions Indiana Jones et le Temple du Péril au parc Disneyland le 2 octobre 1999 et It's a Small World à Disneyland le 19 novembre 1999.
En 2000, le système a été récompensé pour son "ingéniosité et son innovation" par le Governor's New Product Award décerné par la Florida Engineering Society.
Le système a depuis été repris par d'autres sociétés comme Universal Parks & Resorts avec le Universal Express.
Le 7 janvier 2013, Walt Disney World Resort lance un nouveau système de gestion des visiteurs nommé MyMagic+ comprenant plusieurs nouveautés dont le MagicBands un bracelet doté d'une puce RFID pour remplacer les billets d'entrée et FastPass. Le 17 décembre 2013, Disney World annonce passer à la phase des tests grandeur nature pour le projet de bracelet MyMagic+ estimé à un milliard de dollars.
Le 11 janvier 2017, le Disneyland Resort améliore le système surnommé Disney MaxPass avec une application sur smartphone qui délivre un pass pour la journée sur les deux parcs mais il nécessite de payer 10 dollars supplémentaire conjugué avec le Photopass,. Le 25 juin 2017, le Disneyland Resort modifie le système FastPass en supprimant les billets cartonnés au profit d'un jeton numérique stocké sur la carte magnétique servant de billet d'entrée ou de passeport annuel.
Le 15 octobre 2018, une nouvelle gamme de FastPass optionnels payants est proposée à la vente à tous les visiteurs de Disneyland Paris ; l'une des options proposées, « Ultimate FastPass Illimité », fonctionne de manière identique au VIP FastPass.
Le 25 mars 2019, Tokyo Disney Resort annonce la mise en place d'un système FastPass sur smartphone comme aux États-Unis et à Shanghai. Le 9 mai 2019, Disneyland Resort annonce la mise en vente à partir du 21 mai d'un nouveau type de passeport annuel pour fluidifier la foule des parcs, le Flex Pass permettant de venir les jours peu chargés, uniquement du lundi au jeudi sauf durant l'été ou la période de Noël.
Le 6 juillet 2021, Disneyland Paris annonce le lancement du service Disney Premier Access dans le cadre de l'évolution de l'offre digitale du parc. Service déjà existant à Shanghai Disneyland, le Disney Premier Access est semblable au FastPass mais est entièrement payant et digital. Cela entraîne la disparition du service FastPass dans son ensemble qui n'était pas revenu depuis la première réouverture post-covid. Le 5 août 2021, le service est officiellement lancé.
Le 18 août 2021, Disney officialise le lancement du service virtuel Disney Genie proposant notamment les services payants Disney Genie+ et Individual Attraction Selections provoquant, ainsi, la disparition des services FastPass, Fastpass+ et MaxPass dans les parcs américains.

## Les attractions FastPass

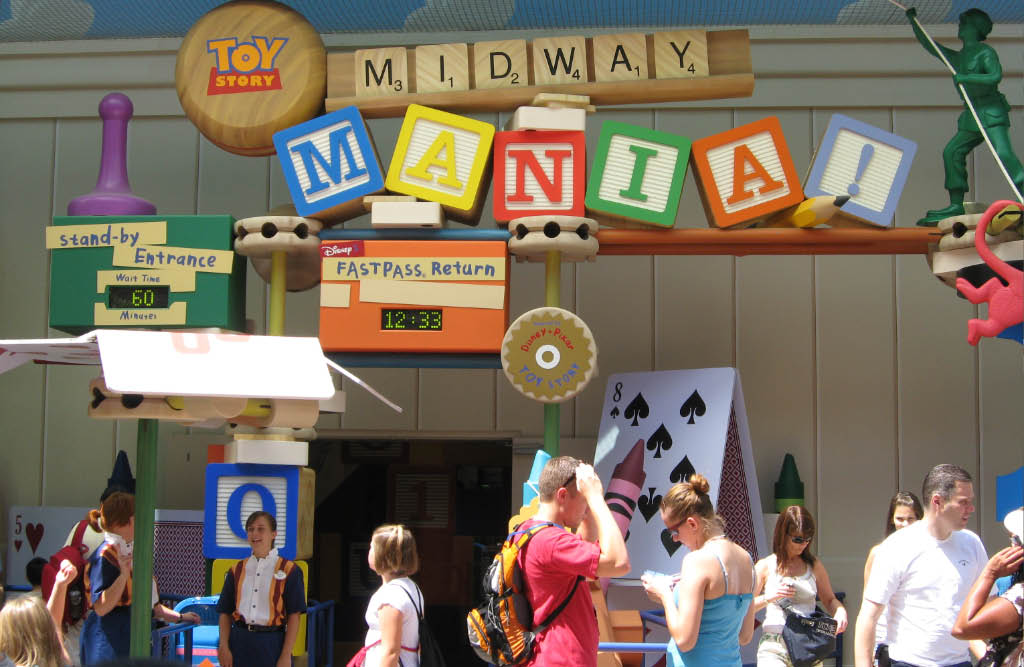
Entrée normale (Stand-by) et celle réservée au Fastpass de l'attraction Toy Story Midway Mania aux Disney's Hollywood Studios.

Le nombre d'attractions a évolué depuis la mise en place du système de 1999 jusqu'à sa disparition dans certains parcs en 2021.

### Disneyland Resort

#### Disneyland
- Autopia
- Big Thunder Mountain Railroad
- Buzz Lightyear's Astro Blasters
- Indiana Jones Adventure
- Matterhorn Bobsleds
- Roger Rabbit's Car Toon Spin
- Space Mountain
- Splash Mountain
- Star Tours: The Adventures Continue

Attractions ayant eu le système :
- It's a Small World Holiday (octobre 2001 à janvier 2005)
- Pirates of the Caribbean (1999 à 2004)
- Many Adventures of Winnie the Pooh (2003 à 2004)

#### Disney California Adventure
- Goofy's Sky School
- Grizzly River Run
- Incredicoaster
- Soarin' Over California
- Twilight Zone Tower of Terror
- Toy Story Midway Mania
- Radiator Springs Racers

Attractions ayant eu le système :
- It's Tough to be a Bug! (2001 à 2004)
- Muppet's Vision 3D (2001 à 2004)
- Who Wants To Be A Millionaire-Play It! (2001 à 2004)
- Mulholland Madness (2001 à 2010)

### Walt Disney World Resort

#### Magic Kingdom
(Ces attractions disposent de Fastpass+. Les visiteurs peuvent en choisir trois par jour)
- Ariel's Grotto
- Big Thunder Mountain Railroad
- Buzz Lightyear's Space Ranger Spin
- Dumbo the Flying Elephant
- Enchanted Tales with Belle
- It's a Small World
- Jungle Cruise
- Mad Tea Party
- Main Street Electrical Parade
- Mickey's PhilharMagic
- Monsters, Inc. : Laugh Floor
- Peter Pan's Flight
- Pirates of the Caribbean
- Princess Fairytale Hall
- Seven Dwarfs Mine Train
- Space Mountain
- Splash Mountain
- The Barnstormer Featuring the Great Goofini
- The Haunted Mansion
- The Magic Carpets of Aladdin
- Many Adventures of Winnie the Pooh
- Tomorrowland Speedway
- Town Square Theater Meet-and-Greets
- Under the Sea: Journey of the Little Mermaid
- Wishes Fireworks

Attraction ayant eu le système Fastpass sans être dotée de Fastpass+
- Stitch's Great Escape!

#### Epcot
Attractions du tiers 1 disposant de Fastpass+ (Les visiteurs peuvent en choisir un par jour)
- IllumiNations: Reflections of Earth
- Living with the Land
- Soarin' Over California
- Test Track

Attractions du tiers 2 disposant de Fastpass+ (Les visiteurs peuvent en choisir deux par jour)
- Captain Eo
- Epcot Character Spot
- Journey into Imagination with Figment
- Mission : Space
- Spaceship Earth
- The Seas with Nemo & Friends
- Turtle Talk with Crush

Ancienne attraction du tiers 2
- Maelstrom

Attraction ayant eu le système Fastpass sans être dotée de Fastpass+
- Honey, I Shrunk the Audience

#### Disney's Hollywood Studios
Attractions du tiers 1 disposant de Fastpass+ (les visiteurs peuvent en choisir un par jour)
- Beauty and the Beast Live on Stage
- Fantasmic!
- Rock 'n' Roller Coaster
- Toy Story Midway Mania

Attractions du tiers 2 disposant de Fastpass+ (Les visiteurs peuvent en choisir deux par jour)
- Disney Junior - Live on Stage!
- Indiana Jones Epic Stunt Spectacular!
- Lights, Motors, Action! Extreme Stunt Show
- Muppet's Vision 3D
- Star Tours: The Adventures Continue
- Tower of Terror
- Voyage of the Little Mermaid

Ancienne attraction du tiers 1
- The Great Movie Ride

Ancienne attraction du tiers 2
- The American Idol Experience

#### Disney's Animal Kingdom
- Adventurers Outpost Meet and Greet
- Avatar Flight of Passage
- Expedition Everest
- Festival of the Lion King
- Finding Nemo - The Musical
- It's Tough to be a Bug!
- Kali River Rapids
- Kilimanjaro Safaris
- Na'vi River Journey
- Primeval Whirl

### Tokyo Disney Resort

#### Tokyo Disneyland
- Big Thunder Mountain
- Buzz Lightyear's Astro Blasters
- Haunted Mansion
- Pooh's Hunny Hunt
- Space Mountain
- Splash Mountain

#### Tokyo DisneySea
- Indiana Jones: Temple of the Crystal Skull
- Journey to the Center of the Earth
- The Magic Lamp Theater
- Mermaid Lagoon Theater
- Raging Spirits
- StormRider
- Tower of Terror
- 20,000 Leagues Under the Sea

### Disneyland Paris
En août 2021, le service FastPass est remplacé par le Disney Premier Access
Attractions ayant eu le système :

#### Parc Disneyland
- Big Thunder Mountain
- Buzz Lightyear Laser Blast
- Indiana Jones et le Temple du Péril
- Peter Pan's Flight
- Hyperpace Mountain
- Star Tours : l’Aventure Continue
- Phantom Manor (uniquement dans le cadre des options payantes)

#### Walt Disney Studios
- La Tour de la Terreur
- Ratatouille : L'Aventure totalement toquée de Rémy

Attractions ayant eu le système avant la suppression de celui-ci :
- Studio Tram Tour: Behind the Magic (uniquement l'année de l'ouverture en 2002)
- Les Tapis Volants d'Aladdin (2002-2018)
- Rock 'n' Roller Coaster avec Aerosmith (2002-2019)
- Crush’s coaster (un essai a été effectué fin janvier 2018)

### Hong Kong Disneyland Resort

#### Hong Kong Disneyland
- Many Adventures of Winnie the Pooh
- Space Mountain

Attractions ayant eu le système :
- Mickey's PhilharMagic (2005 à 2006)
- Festival of the Lion King (2005 à 2006)
- Buzz Lightyear's Astro Blasters (2005 à 2013)
- Autopia (uniquement lors de l'ouverture 2006)

## Anecdotes

### Procès pour copie de brevet
Un Américain aurait soumis l'idée d'un système comparable à Disney dans les années 1980 et n'ayant pas eu de réponse par Disney avait laissé son projet en sommeil. Mais avec l'apparition du Disney's FastPass, il a engagé un procès contre la société.
À noter qu'il existe également un concept à Disney Studio nommé "Family star", une famille choisie parmi les visiteurs qui obtient libre accès à un FastPass illimité pour la journée.[source insuffisante]